# Gäddvik, Ovanåkers kommun
Gäddvik är en by cirka 5 kilometer nordöst om Alfta i Alfta socken i Ovanåkers kommun. Gäddvik ligger cirka 13 km väster om Bollnäs. SCB klassade Gäddvik som småort vid avgränsningarna 1990 och 1995 men inte därefter.
Gäddvik ligger i en vik till sjön Norrsjön och genom byn rinner Gäddviksbäcken som Gällsbo Jonas Olsson har skrivit en låt om denna bäck som slingrar sig vackert mellan sjöarna Gässlingen och Norrsjön.